# Шатурский район
Шату́рский райо́н — административно-территориальная единица (район) и одноимённое муниципальное образование (муниципальный район), существовавшие до марта 2017 года в восточной части Московской области России.
Административный центр — город Шатура.
Шатурский район был образован 12 июля 1929 года. В 1933—1956 и 1962—1965 годах район был упразднён, но впоследствии восстановлен 11 января 1965 года.
10 марта 2017 года законом № 20/2017-ОЗ муниципальное образование Шатурский муниципальный район был преобразован в муниципальное образование городской округ Шатура с упразднением всех ранее входивших в него поселений. С 11 мая 2020 года в состав городского округа Шатуры включён город Рошаль с упразднением его городского округа.
25 июня 2017 года административно-территориальная единица Шатурский район был преобразован в город областного подчинения Шатура с административной территорией., с 26 июня 2020 года в состав города областного подчинения Шатуры включается город Рошаль.

## История

### История до XVIII века
Первые следы пребывания человека на территории района относятся к мезолиту (стоянка «Жабки 3», принадлежащая к бутовской археологической культуре). В большом количестве обнаружены неолитические стоянки и поселения, относящиеся к верхневолжской, льяловской и волосовской археологическим культурам. В первой половине 2-го тысячелетия до н. э. на территории района распространяются памятники фатьяновской и поздняковской культур. Ранний железный век представлен памятниками дьяковской культуры (поселение «Погостище»). До IX—X веков территорию Шатурского района населяли в основном финно-угорские племена, предположительно мещёры. Заселение славянами началось с IX—XI вв. Вопрос о принадлежности славян, заселявших район, к кривичами или вятичам, окончательно не решён.
Во времена Киевской Руси южная часть современного Шатурского района входила в Черниговское княжество, с 1127 года в Муромо-Рязанское княжество, а после его распада в середине XII века значительная часть этих земель вошла в Муромское княжество. Лишь небольшая юго-западная часть района вошла в Коломенское княжество, которое являлось уделом Рязанского. Северная часть района находилась в Ростово-Суздальском княжестве (с середины XII века во Владимиро-Суздальском). В конце XII — начале XIII века Муромо-Рязанские княжества попадают в полную зависимость от владимирских князей.
В XII—XIII веках основная часть населения на территории нынешнего Шатурского района проживала в небольших деревнях по берегам рек, среди лесов и болот. Ближайшими городами были Коломна и Городец Мещёрский. В первой половине XIII века вся Владимиро-Суздальская земля, в том числе и земли Шатурского района, была завоёвана монголо-татарами.
К концу XIV века территория района вошла в состав Московского княжества. В XV—XVI вв. земли активно заселялись, возникали деревни в 1-3 двора и сёла до 15 дворов. В духовной грамоте великого князя Василия Дмитриевича упоминаются Муромское сельцо и Шатур, которые он отдаёт своей жене княгине Софье Витовтовне.
В XVI—XVII веках территория Шатурского района входила во Владимирский уезд. Земли в основном принадлежали великому князю, но при Иване Грозном деревни и пустоши начинают выдаваться в качестве поместий служилым людям. Ко времени составления писцовой книги Владимирского уезда 1637—1648 гг. большинство селений находилось у помещиков. Для шатурских земель этого периода характерны маленькие деревни, состоящие из 2-3, иногда 5-6 дворов.

### Российская империя

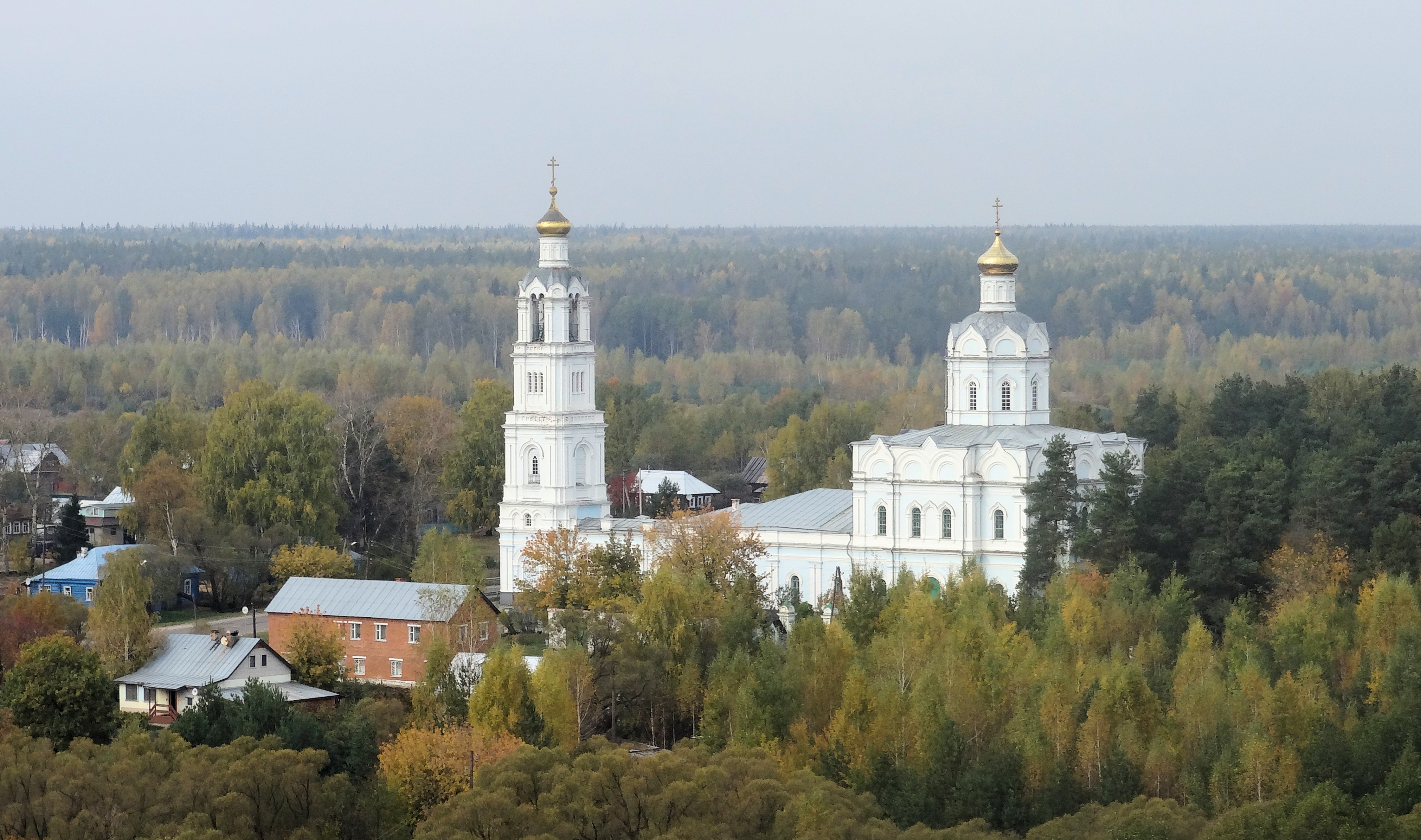
Храм Покрова Пресвятой Богородицы в селе Власово (1862—1875)

В 1708 году образована Московская губерния, куда вошла территория района. После образования в 1719 году провинций район вошёл во Владимирскую провинцию, а с 1727 года во вновь восстановленный Владимирский уезд.
В XVIII веке в Подмосковье развивается лёгкая, преимущественно текстильная промышленность. В это время в деревне Вальковской организована суконная фабрика.
В 1778 году образованы Владимирское и Рязанское наместничества (с 1796 года губернии). Впоследствии вплоть до начала XX века основная территория района входила в Егорьевский уезд Рязанской губернии, а северо-восточная часть района в Покровский и Судогодский уезды Владимирской губернии.
Во время Отечественной войны 1812 года рекруты из селений Егорьевского уезда вошли в состав 1-го и 2-го Рязанских полков, принявших участие в Бородинском сражении. Кроме рекрутского набора, было собрано Рязанское ополчение, которое прикрывало от французов дороги, ведшие из Москвы в Рязань и Касимов. Для ополчения были организованы склады продовольствия, один из которых находился в деревне Великодворье.
В первой половине XIX века появляется множество новых промышленных заведений. Около Тарбеихи существовал кирпичный завод, в Середниково — конный завод, в Алёшино — винокуренный завод, в Харинской — 3 дегтярных завода. В селениях относящихся к Покровскому уезду была сильно развита стекольная промышленность. Наиболее крупным был Мишеронский стекольный завод. В сельской местности распространилось ткачество нанки на домашних станках. Множество крестьян занимались отхожими промыслами, особенно плотничеством.
После отмены крепостного права для управления бывшими помещичьими крестьянами были образованы волости. Открылось множество народных школ.
К началу XX века почти в каждой деревне были мельницы, крупорушки, кузни и маслобойки. В некоторых деревнях были ткацкие заводы и красильни. Дома ткали нанку и полотно. Из крупных промышленных предприятий был Мишеронский стекольный завод. В Крестовом броде начал строиться Владимирский пороховой завод. В это же время началось строительство железной дороги Люберцы-Муром, проходящей через Кривандино и новый посёлок Черусти.

### Советский период

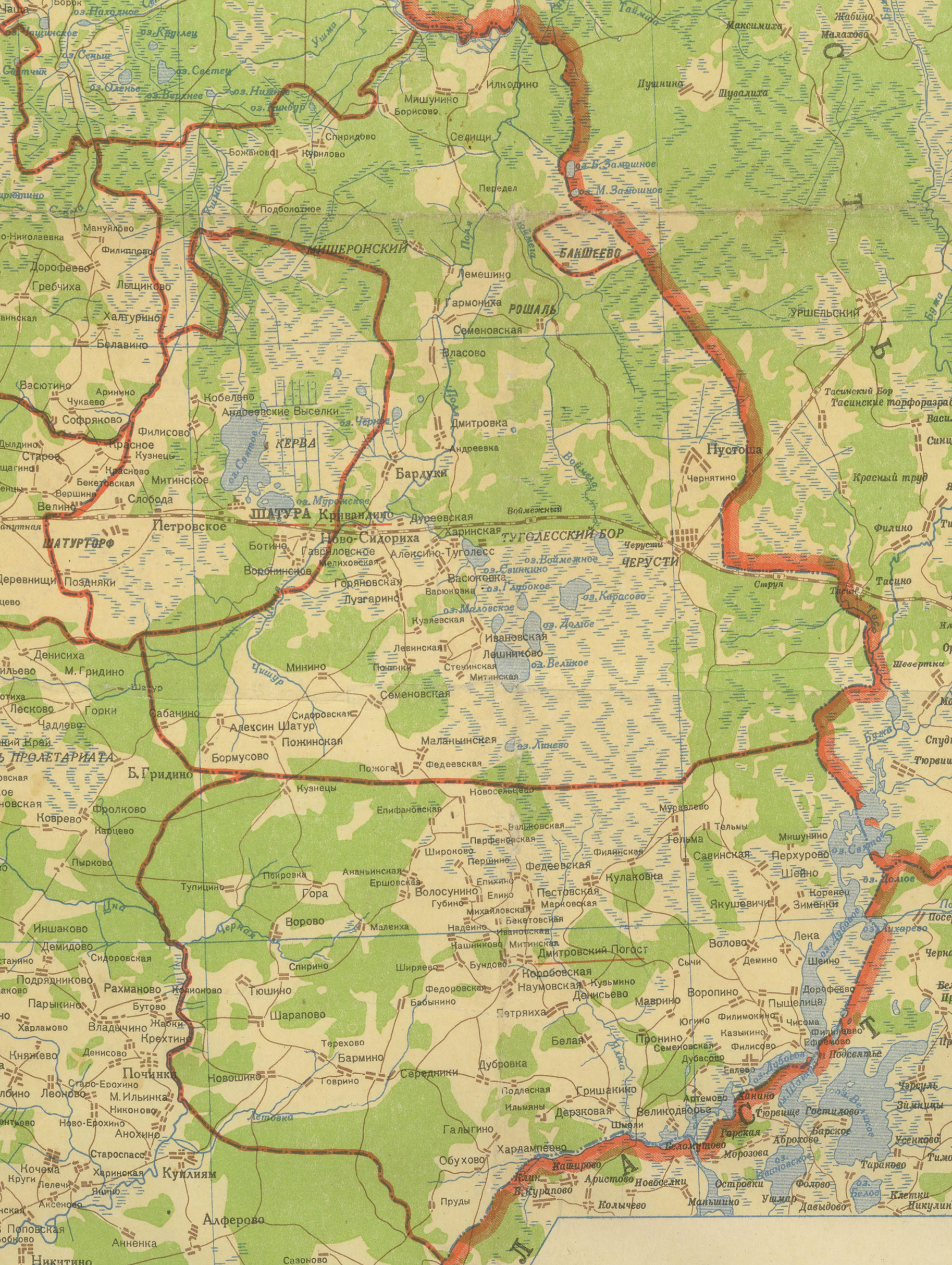
В 1939 году в современных границах Шатурского района находились три административных единицы: Коробовский и Кривандинский районы, а также город Шатура с пригородной зоной

Огромную роль в развитии района в XX веке сыграла промышленная добыча торфа. Весной 1918 года образовано предприятие «Шатурские государственные торфяные разработки Главного торфяного комитета ВСНХ РСФСР» (впоследствии Шатурское торфопредприятие). В конце мая 1919 год начался первый торфяной сезон. В 1920 году состоялось открытие временной электростанции, а в 1925 году пущена Шатурская районная электрическая станция, которой присвоено имя В. И. Ульянова-Ленина. В 1932 году создан Шатурский государственный торфяной трест (впоследствии ПО «Шатурторф»), объединивший все торфопредприятия района.
В 1929 году образованы Шатурский и Дмитровский (позднее Коробовский) районы, в которые вошла бо́льшая часть территории современного района. В 1933 году Шатурский район был ликвидирован, но рабочий посёлок Шатура с прилегающей сельской территорией был выделен в особую административно-территориальную единицу. В 1936 году Шатуре присвоен статус города.
Во время Великой Отечественной войны на территории современного Шатурского района располагались госпитали, в 1941—1942 годы формировались армейские подразделения. В 1941 году на случай оккупации территории была сформирована сеть партизанских отрядов. Электростанцию и железную дорогу защищали зенитные орудия, которые стояли в Шатуре и её окрестностях, а также вдоль железной дороги. В ряды Красной Армии за годы войны было призвано 33 860 человек, 10 108 из них не вернулись с полей сражений. Одиннадцать шатурян удостоены звания Героя Советского Союза.
В 1956 году образован Шатурский район. В его состав вошли населённые пункты, подчинённые Шатурскому горсовету, и упразднённый Кривандинский район. В 1963—1965 годах район был временно ликвидирован.
Во второй половине XX века развивались отрасли народного хозяйства не связанные с добычей торфа. В 1961 году открыта Шатурская мебельная фабрика, преобразованная в 1963 году в мебельный комбинат. В 1979 году в Шатуре основан Научно-исследовательский центр по технологическим лазерам (НИЦ ТЛ) АН СССР.
На 1973—1976 годы пришёлся пик по производству торфа, когда его добыча доходила до 3,5 млн тонн, но постепенно эта цифра снизилась до 600—700 тыс. тонн. В 80-х годах XX века роль торфа и торфоразработок в экономике района постепенно снижалась, и в 1986—1989 годы был реализован проект «Реконструкция ГРЭС № 5 на сжигание газа».

### Современный период (с 1991)
В 1993 году из состава района вышел город Рошаль.
В начале 1990-х годов начался резкий спад в торфяной промышленности. В 1993 году закрылось Шатурское торфопредприятие, первое в районе предприятие по добыче торфа. С 1994 года за ненадобностью разбирается сеть узкоколейных железных дорог.
В марте 1996 года прошли первые выборы главы администрации, на которых победил Александр Владимирович Тяпкин. В том же году была зарегистрирована православная община в честь святителя и чудотворца Николая, началось строительство православного храма в Шатуре. Однако вскоре строительство было заморожено из-за недостатка средств. В связи с этим было решено построить небольшой деревянный храм в честь Новомучеников и исповедников Шатурских.
В конце 1990-х — начале 2000-х происходил упадок в сельском хозяйстве района. Большинство сельскохозяйственных предприятий были ликвидированы — совхозы «Коробовский», «Мещера», «Мир», «Аврора» и АПК «Пышлицкий».
В 2000—2004 годах главой района был Аркадий Аркадьевич Парвицкий. С 2004 года Шатурским районом руководит Андрей Давыдович Келлер.
Со второй половины 2000-х годов проводится обширная программа по газификации населённых пунктов района. Утверждена программа газификации на 2013—2017 гг.
В январе 2005 года в рамках муниципального устройства получил статус муниципального района.
10 марта 2017 года в границах упразднённого муниципального образования Шатурский муниципальный район было образовано новое муниципальное образование городской округ Шатура.
25 июня 2017 года административно-территориальная единица Шатурский район была преобразована в город областного подчинения Шатура с административной территорией.

### Муниципально-территориальное устройство
Границы и состав Шатурского муниципального района и входивших в него муниципальных образований определялись Законом Московской области от 21 января 2005 г. № 18/2005-ОЗ «О статусе и границах Шатурского муниципального района и вновь образованных в его составе муниципальных образований».
Шатурский муниципальный район до марта 2017 года включал 3 городских и 4 сельских поселения.
| № | Городские и сельские поселения   | Административный центр      | Количество населённых пунктов | Население | Площадь, км2 |
| - | -------------------------------- | --------------------------- | ----------------------------- | --------- | ------------ |
| 1 | Городское поселение Мишеронский  | рабочий посёлок Мишеронский | 8                             | ↘7153     | 455,62       |
| 2 | Городское поселение Черусти      | рабочий посёлок Черусти     | 8                             | ↘3692     | 259,02       |
| 3 | Городское поселение Шатура       | город Шатура                | 24                            | ↘40 572   | 360,48       |
| 4 | Сельское поселение Дмитровское   | село Дмитровский Погост     | 72                            | ↘5704     | 611,47       |
| 5 | Сельское поселение Кривандинское | село Кривандино             | 33                            | ↘8327     | 448,24       |
| 6 | Сельское поселение Пышлицкое     | село Пышлицы                | 35                            | ↘3574     | 312,31       |
| 7 | Сельское поселение Радовицкое    | посёлок Радовицкий          | 7                             | ↘2289     | 198,30       |

## Население
| 1931    | 1959    | 1970    | 1979    | 1989    | 2002    | 2006    | 2009    |
| ------- | ------- | ------- | ------- | ------- | ------- | ------- | ------- |
| 59 880  | ↗90 254 | ↗94 705 | ↘81 062 | ↘73 521 | ↘70 967 | ↗72 127 | ↘71 162 |
| 2010    | 2011    | 2012    | 2013    | 2014    | 2015    | 2016    | 2017    |
| ↗72 087 | ↗72 095 | →72 095 | ↘72 060 | ↘71 981 | ↗72 108 | ↘71 806 | ↘71 311 |

Плотность населения — 26,27 чел./км², одна из самых низких по Московской области.

### Урбанизация
В городских условиях (город Шатура, рабочие посёлки Мишеронский и Черусти) проживают 62,97 % населения района.
На момент образования, в районе проживало преимущественно сельское население. Так, в 1931 году при общем населении в 59 880 чел., в сельской местности проживало 43 485 чел. (72,62 %). По данным Всесоюзной переписи 1959 года сельское население составляло 40 017 чел. (44,34 %) из 90 254 чел., а по данным на 1970 год — 29 802 (31,46 %) из 94 705 чел. Увеличение численности сельского населения в 2010 году (45,06 %, 32 483 чел.) по сравнению с 2002 годом (29,96 %, 21 262 чел.) связано с административно-территориальными изменениями в Шатурском районе в 2004 году, в результате которых рабочие посёлки Бакшеево, Керва, Радовицкий, Туголесский Бор и Шатурторф были преобразованы в посёлки сельского типа.
Демография
За последние годы изменения в численности населения незначительны. В период с 2006 по 2013 год смертность снизилась на 17 %, а рождаемость возросла на 19 %.
Гендерный состав
По данным переписи 2010 года численность населения Шатурского района составляла 72 087 человек, в том числе 33 204 мужчины и 38 883 женщины. Средний возраст населения — 41,2 года (мужского — 38,1; женского — 43,8).

### Национальный состав
По национальности большинство населения (86,39 %, 62 283 чел.) — русские, также в районе проживают украинцы (0,82 %, 595 чел.), армяне (0,53 %, 383 чел.), татары (0,49 %, 359 чел.) и люди других национальностей. 6 769 человек (9,39 %) не указали свою национальность.

## Населённые пункты
| №   | Населённый пункт                          | Тип                             | Население | бывшее муниципальное образование |
| --- | ----------------------------------------- | ------------------------------- | --------- | -------------------------------- |
| 1   | 12 посёлок                                | посёлок                         | ↗159      | Шатура                           |
| 2   | 18 посёлок                                | посёлок                         | ↗52       | Шатура                           |
| 3   | 19 посёлок                                | посёлок                         | ↗25       | Шатура                           |
| 4   | 21 посёлок                                | посёлок                         | ↗9        | Шатура                           |
| 5   | Алексино-Туголес                          | деревня                         | ↗162      | Кривандинское                    |
| 6   | Алёшино                                   | деревня                         | →5        | Дмитровское                      |
| 7   | Ананкино                                  | деревня                         | ↗22       | Кривандинское                    |
| 8   | Ананьинская                               | деревня                         | ↘51       | Дмитровское                      |
| 9   | Андреевские Выселки                       | деревня                         | ↗61       | Шатура                           |
| 10  | Антипино                                  | деревня                         | →11       | Дмитровское                      |
| 11  | Артёмово                                  | деревня                         | ↗29       | Пышлицкое                        |
| 12  | Бабынино                                  | деревня                         | ↘9        | Дмитровское                      |
| 13  | Бакшеево                                  | посёлок                         | ↘2002     | Мишеронский                      |
| 14  | Бармино                                   | деревня                         | ↘78       | Дмитровское                      |
| 15  | Беловская                                 | деревня                         | ↗83       | Дмитровское                      |
| 16  | Бордуки                                   | деревня                         | ↗482      | Мишеронский                      |
| 17  | Бородино                                  | деревня                         | ↘78       | Дмитровское                      |
| 18  | Бундово                                   | деревня                         | ↗5        | Дмитровское                      |
| 19  | Вальковская                               | деревня                         | ↘34       | Дмитровское                      |
| 20  | Варюковка                                 | деревня                         | ↘46       | Кривандинское                    |
| 21  | Васюковка                                 | деревня                         | ↘47       | Кривандинское                    |
| 22  | Великодворье                              | деревня                         | ↘32       | Пышлицкое                        |
| 23  | Власово                                   | село                            | ↗492      | Мишеронский                      |
| 24  | Воймежный                                 | посёлок                         | ↘23       | Кривандинское                    |
| 25  | Волово                                    | деревня                         | ↗131      | Пышлицкое                        |
| 26  | Волосунино                                | деревня                         | ↘47       | Дмитровское                      |
| 27  | Ворово                                    | деревня                         | ↘40       | Дмитровское                      |
| 28  | Воронинская                               | деревня                         | →114      | Шатура                           |
| 29  | Воропино                                  | деревня                         | ↗53       | Пышлицкое                        |
| 30  | Высоково                                  | деревня                         | ↗19       | Пышлицкое                        |
| 31  | Высокорёво                                | деревня                         | ↗27       | Пышлицкое                        |
| 32  | Вяхирево                                  | деревня                         | ↘14       | Кривандинское                    |
| 33  | Гавриловская                              | деревня                         | ↘40       | Шатура                           |
| 34  | Гаврино                                   | деревня                         | ↘21       | Дмитровское                      |
| 35  | Гармониха                                 | деревня                         | ↗118      | Мишеронский                      |
| 36  | Глуховка                                  | посёлок                         | ↗10       | Черусти                          |
| 37  | Голыгино                                  | деревня                         | ↘262      | Радовицкое                       |
| 38  | Гора                                      | деревня                         | ↗92       | Дмитровское                      |
| 39  | Горелово                                  | деревня                         | ↗44       | Пышлицкое                        |
| 40  | Горяновская                               | деревня                         | ↘50       | Кривандинское                    |
| 41  | Гришакино                                 | деревня                         | ↘29       | Дмитровское                      |
| 42  | Губино                                    | деревня                         | ↘63       | Дмитровское                      |
| 43  | Дёмино                                    | деревня                         | ↗10       | Пышлицкое                        |
| 44  | Денисьево                                 | деревня                         | ↗58       | Дмитровское                      |
| 45  | Дерзсковская                              | деревня                         | ↗126      | Дмитровское                      |
| 46  | Дмитровка                                 | деревня                         | ↗99       | Мишеронский                      |
| 47  | Дмитровский Погост                        | село                            | ↘2261     | Дмитровское                      |
| 48  | Долгуша                                   | посёлок                         | ↘282      | Шатура                           |
| 49  | Дорофеево                                 | деревня                         | ↘46       | Пышлицкое                        |
| 50  | Дубасово                                  | деревня                         | ↘21       | Пышлицкое                        |
| 51  | Дубровка                                  | деревня                         | ↘79       | Дмитровское                      |
| 52  | Дуреевская                                | деревня                         | ↘56       | Кривандинское                    |
| 53  | Евлево                                    | деревня                         | →6        | Пышлицкое                        |
| 54  | Емино                                     | деревня                         | →0        | Дмитровское                      |
| 55  | Епихино                                   | деревня                         | ↘8        | Дмитровское                      |
| 56  | Ершовская                                 | деревня                         | ↘24       | Дмитровское                      |
| 57  | Ефремово                                  | деревня                         | ↘11       | Пышлицкое                        |
| 58  | Зименки                                   | деревня                         | ↘38       | Пышлицкое                        |
| 59  | Ивановская                                | деревня                         | ↗21       | Дмитровское                      |
| 60  | Ивановская                                | село                            | ↘3        | Кривандинское                    |
| 61  | Инюшинская                                | деревня                         | ↗27       | Кривандинское                    |
| 62  | Казыкино                                  | деревня                         | →2        | Пышлицкое                        |
| 63  | Катчиково                                 | деревня                         | ↘11       | Дмитровское                      |
| 64  | Кашниково                                 | деревня                         | ↘10       | Дмитровское                      |
| 65  | Климовская                                | деревня                         | →10       | Кривандинское                    |
| 66  | Кобелёво                                  | деревня                         | ↗138      | Шатура                           |
| 67  | Коренец                                   | деревня                         | ↘4        | Пышлицкое                        |
| 68  | Коробовская                               | деревня                         | ↗154      | Дмитровское                      |
| 69  | Красная Гора                              | посёлок                         | ↘0        | Черусти                          |
| 70  | Красная Горка                             | деревня                         | ↗14       | Дмитровское                      |
| 71  | Красные Луга                              | посёлок                         | →0        | Шатура                           |
| 72  | Кривандино                                | село                            | ↗1103     | Кривандинское                    |
| 73  | Кузнецово                                 | деревня                         | ↗11       | Шатура                           |
| 74  | Кузнецы                                   | деревня                         | →11       | Дмитровское                      |
| 75  | Кузяевская                                | деревня                         | ↗7        | Кривандинское                    |
| 76  | Кулаковка                                 | деревня                         | ↘118      | Дмитровское                      |
| 77  | Курьяниха                                 | деревня                         | ↗45       | Кривандинское                    |
| 78  | Левинская                                 | деревня                         | →28       | Кривандинское                    |
| 79  | Левошево                                  | деревня                         | ↘1175     | Шатура                           |
| 80  | Лека                                      | деревня                         | ↗63       | Пышлицкое                        |
| 81  | Лемёшино                                  | деревня                         | ↗69       | Мишеронский                      |
| 82  | Леспромхоз                                | посёлок                         | ↘33       | Черусти                          |
| 83  | Лешниково                                 | деревня                         | →32       | Кривандинское                    |
| 84  | Ловчиково                                 | деревня                         | →18       | Радовицкое                       |
| 85  | Лузгарино                                 | деревня                         | ↗161      | Кривандинское                    |
| 86  | Маврино                                   | деревня                         | ↘85       | Пышлицкое                        |
| 87  | Маланьинская                              | деревня                         | ↘121      | Дмитровское                      |
| 88  | Малеиха                                   | деревня                         | ↗73       | Дмитровское                      |
| 89  | Марковская                                | деревня                         | ↘46       | Дмитровское                      |
| 90  | Мелиховская                               | деревня                         | ↗43       | Кривандинское                    |
| 91  | Мещёрский Бор                             | посёлок                         | ↗183      | Пышлицкое                        |
| 92  | Минино                                    | деревня                         | ↗53       | Кривандинское                    |
| 93  | Митинская                                 | посёлок                         | ↗136      | Шатура                           |
| 94  | Митинская                                 | село                            | ↘86       | Дмитровское                      |
| 95  | Митинская                                 | деревня                         | →15       | Кривандинское                    |
| 96  | Митрониха                                 | деревня                         | ↘18       | Дмитровское                      |
| 97  | Михайловская                              | деревня                         | ↘1        | Дмитровское                      |
| 98  | Мишеронский                               | пгт                             | →4666     | Мишеронский                      |
| 99  | Муравлёвская                              | деревня                         | ↘2        | Дмитровское                      |
| 100 | Надеино                                   | деревня                         | ↘2        | Дмитровское                      |
| 101 | Наумовская                                | деревня                         | ↗75       | Дмитровское                      |
| 102 | Никитинская                               | деревня                         | ↗26       | Кривандинское                    |
| 103 | Новосельцево                              | деревня                         | ↗13       | Дмитровское                      |
| 104 | Новосидориха                              | деревня                         | ↘73       | Шатура                           |
| 105 | Ново-Черкасово                            | деревня                         | ↘16       | Пышлицкое                        |
| 106 | Новошино                                  | деревня                         | ↘55       | Дмитровское                      |
| 107 | Обухово                                   | деревня                         | →53       | Радовицкое                       |
| 108 | Осаново-Дубовое                           | посёлок                         | ↘1006     | Кривандинское                    |
| 109 | Парфёновская                              | деревня                         | →7        | Дмитровское                      |
| 110 | Перхурово                                 | деревня                         | ↘26       | Пышлицкое                        |
| 111 | Першино                                   | деревня                         | →5        | Дмитровское                      |
| 112 | Пески                                     | село                            | ↘4        | Дмитровское                      |
| 113 | Пестовская                                | деревня                         | ↘94       | Дмитровское                      |
| 114 | Петровское                                | село                            | ↗278      | Шатура                           |
| 115 | Петряиха                                  | деревня                         | ↗48       | Дмитровское                      |
| 116 | Пиравино                                  | деревня                         | ↘12       | Дмитровское                      |
| 117 | Погостище                                 | деревня                         | ↘16       | Пышлицкое                        |
| 118 | Подлесная                                 | деревня                         | ↗26       | Дмитровское                      |
| 119 | Пожога                                    | деревня                         | ↘12       | Дмитровское                      |
| 120 | Поздняки                                  | деревня                         | ↗48       | Шатура                           |
| 121 | Посёлок Лесозавода                        | посёлок                         | ↘145      | Дмитровское                      |
| 122 | Посёлок Леспромхоза                       | посёлок                         | →3        | Кривандинское                    |
| 123 | Посёлок санатория «Озеро Белое»           | посёлок                         | ↘1115     | Пышлицкое                        |
| 124 | Посёлок станции 32 км                     | посёлок железнодорожной станции | ↘0        | Дмитровское                      |
| 125 | Посёлок станции Бармино                   | посёлок железнодорожной станции | ↘5        | Дмитровское                      |
| 126 | Посёлок станции Осаново                   | посёлок железнодорожной станции | ↘0        | Кривандинское                    |
| 127 | Посёлок станции Пожога                    | посёлок железнодорожной станции | ↘75       | Дмитровское                      |
| 128 | Посёлок станции Сазоново                  | посёлок железнодорожной станции | ↗27       | Дмитровское                      |
| 129 | Посёлок центральной усадьбы совхоза «Мир» | посёлок                         | ↗3131     | Кривандинское                    |
| 130 | Починки                                   | деревня                         | ↗12       | Кривандинское                    |
| 131 | Пронино                                   | деревня                         | ↗30       | Пышлицкое                        |
| 132 | Пруды                                     | деревня                         | →17       | Радовицкое                       |
| 133 | Пустоша                                   | село                            | ↘416      | Черусти                          |
| 134 | Пустоши                                   | посёлок                         | ↘576      | Черусти                          |
| 135 | Пышлицы                                   | село                            | ↘1657     | Пышлицкое                        |
| 136 | Пятница                                   | село                            | →0        | Дмитровское                      |
| 137 | Радовицкий                                | посёлок                         | ↗1931     | Радовицкое                       |
| 138 | Рошаль                                    | город                           | ↘20 875   | городской округ Рошаль           |
| 139 | Русановская                               | деревня                         | ↘31       | Дмитровское                      |
| 140 | Савинская                                 | деревня                         | ↘12       | Дмитровское                      |
| 141 | Саматиха                                  | посёлок                         | ↗102      | Дмитровское                      |
| 142 | Самойлиха                                 | деревня                         | ↗268      | Дмитровское                      |
| 143 | Северная Грива                            | посёлок                         | ↘562      | Шатура                           |
| 144 | Селянино                                  | деревня                         | ↗15       | Пышлицкое                        |
| 145 | Семёновская                               | село                            | ↗75       | Мишеронский                      |
| 146 | Семёновская                               | посёлок                         | ↗91       | Кривандинское                    |
| 147 | Семёновская                               | деревня                         | ↘0        | Пышлицкое                        |
| 148 | Семёновский Завод                         | посёлок                         | ↘20       | Кривандинское                    |
| 149 | Середниково                               | село                            | ↘1189     | Дмитровское                      |
| 150 | Сидоровская                               | деревня                         | ↘10       | Кривандинское                    |
| 151 | Слобода                                   | деревня                         | ↗93       | Шатура                           |
| 152 | Соколья Грива                             | посёлок                         | ↘0        | Шатура                           |
| 153 | Спирино                                   | деревня                         | →7        | Дмитровское                      |
| 154 | Старо-Черкасово                           | деревня                         | ↘30       | Пышлицкое                        |
| 155 | Стенинская                                | деревня                         | →26       | Кривандинское                    |
| 156 | Струя                                     | посёлок                         | ↗76       | Черусти                          |
| 157 | Сычи                                      | деревня                         | →12       | Пышлицкое                        |
| 158 | Тархановка                                | посёлок                         | ↗97       | Шатура                           |
| 159 | Тархановская                              | деревня                         | ↘22       | Шатура                           |
| 160 | Тельма                                    | деревня                         | ↘35       | Дмитровское                      |
| 161 | Терехово                                  | деревня                         | ↘23       | Дмитровское                      |
| 162 | Туголес                                   | село                            | →10       | Кривандинское                    |
| 163 | Туголесский Бор                           | посёлок                         | ↗2377     | Кривандинское                    |
| 164 | Тупицыно                                  | деревня                         | ↘1        | Дмитровское                      |
| 165 | Тюшино                                    | деревня                         | ↗13       | Дмитровское                      |
| 166 | Федеевская                                | деревня                         | ↗33       | Дмитровское                      |
| 167 | Фединская                                 | деревня                         | →0        | Дмитровское                      |
| 168 | Фёдоровская                               | деревня                         | ↘21       | Дмитровское                      |
| 169 | Филимакино                                | деревня                         | ↗42       | Пышлицкое                        |
| 170 | Филинская                                 | деревня                         | ↗21       | Дмитровское                      |
| 171 | Филисово                                  | село                            | ↗46       | Шатура                           |
| 172 | Филисово                                  | деревня                         | ↗18       | Пышлицкое                        |
| 173 | Фрол                                      | посёлок                         | ↗10       | Пышлицкое                        |
| 174 | Харинская                                 | деревня                         | →58       | Кривандинское                    |
| 175 | Харлампеево                               | деревня                         | ↗164      | Радовицкое                       |
| 176 | Чернятино                                 | деревня                         | ↘23       | Черусти                          |
| 177 | Черусти                                   | пгт                             | ↘3523     | Черусти                          |
| 178 | Чисома                                    | деревня                         | ↘19       | Пышлицкое                        |
| 179 | Шарапово                                  | село                            | ↗229      | Дмитровское                      |
| 180 | Шатура                                    | город                           | ↘36 714   | Шатура                           |
| 181 | Шатурторф                                 | посёлок                         | ↗4228     | Шатура                           |
| 182 | Шеино                                     | деревня                         | ↘77       | Пышлицкое                        |
| 183 | Шелогурово                                | деревня                         | ↗34       | Радовицкое                       |
| 184 | Широково                                  | деревня                         | ↘13       | Дмитровское                      |
| 185 | Ширяево                                   | деревня                         | →0        | Дмитровское                      |
| 186 | Шмели                                     | деревня                         | ↘31       | Дмитровское                      |
| 187 | Югино                                     | деревня                         | ↗36       | Пышлицкое                        |
| 188 | Якушевичи                                 | деревня                         | ↘42       | Пышлицкое                        |

## Общая карта
Легенда карты (при наведении на метку отображается реальная численность населения):
|  | Более 30 000 жителей  |
|  | 2 000 — 5 000 жителей |
|  | 1 000 — 2 000 жителей |
|  | 500 — 1 000 жителей   |
|  | Менее 500 жителей     |

## Органы управления

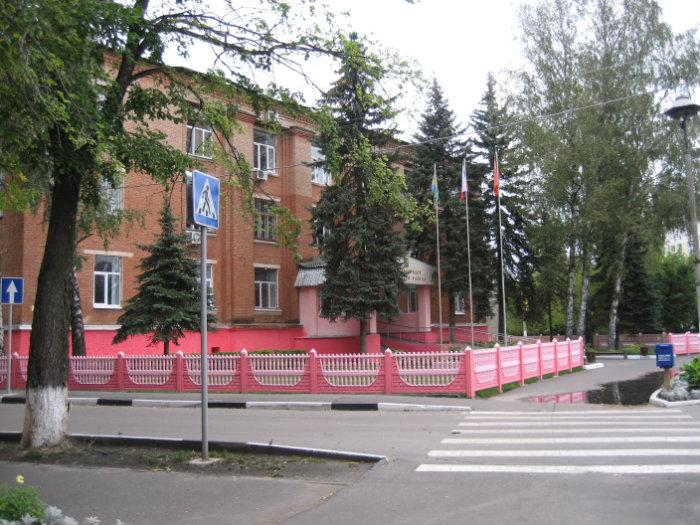
Администрация Шатурского района

Структуру органов местного самоуправления Шатурского района составляли:
- представительный орган местного самоуправления муниципального района — Совет депутатов Шатурского муниципального района;
- глава Шатурского муниципального района;
- исполнительно-распорядительный орган местного самоуправления муниципального района — администрация Шатурского муниципального района;
- контрольный орган Шатурского муниципального района — контрольно-счётный отдел Шатурского муниципального района[73].

Исполнительную власть в Шатурском районе осуществляла Администрация Шатурского муниципального района, возглавляемая Главой Шатурского муниципального района.
Представительным органом Шатурского района являлся Совет депутатов Шатурского муниципального района, состоящий из 17 депутатов со сроком полномочий 5 лет.

## Официальная символика

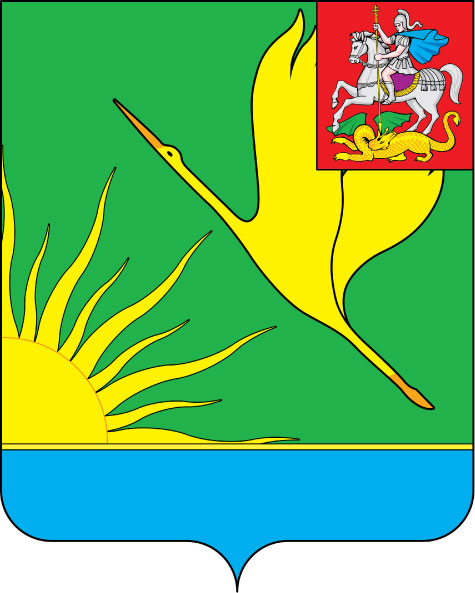
Герб Шатурского района с вольной частью

Шатурский район имеет официальные символы — герб и флаг.
Герб
Герб Шатурского района утверждён решением Совета депутатов Шатурского района от 17 апреля 2003 года № 7/39 «О гербе муниципального образования „Шатурский район“».
Описание герба: «В зелёном поле над лазоревой (синей, голубой), тонко окаймлённой золотом оконечностью, летящий вправо и вверх с воздетыми крыльями золотой журавль, сопровождаемый выходящим в правом — нижнем углу пламенеющим солнцем (без изображения лица) того же металла».
Герб Шатурского района может воспроизводиться в двух равно допустимых версиях:

— с вольной частью — четырёхугольником, примыкающим изнутри к верхнему краю герба Шатурского района красного цвета с воспроизведёнными в нём фигурами из герба Московской области;

— без вольной части.
Флаг
Флаг Шатурского района составлен на основании герба и утверждён решением Совета депутатов Шатурского района от 17 апреля 2003 года № 8/39 «О флаге муниципального образования „Шатурский район“».
Описание флага: «Флаг Шатурского района представляет собой зелёное прямоугольное полотнище с соотношением ширины к длине 2:3, воспроизводящее смещённые к древку жёлтые фигуры из гербовой композиции: летящего с воздетыми крыльями журавля и выходящее в левом углу от древка солнце. Вдоль нижнего края полотнища синяя полоса в 1/6 ширины полотнища, отделённая от зелёной узкой жёлтой полосой в 1/40 ширины полотнища».

## Экономика

### Бюджет
Бюджет Шатурского муниципального района на 2013 год составил:
- доходы — 1 872 179 тыс. рублей;
- расходы — 1 905 152 тыс. рублей.

Дефицит бюджета — 32 973 тыс. рублей. По сравнению с 2012 годом рост налоговых и неналоговых доходов увеличился на 17,0 % (135 553 тыс. рублей).
85,4 % (1 627 039 тыс. рублей) расходов консолидированного бюджета района имело социальную направленность (образование, культура, здравоохранение, социальная политика, физическая культура и спорт).
В 2014 году план по доходам бюджета исполнен на 90 %, исполнение по расходам составило 98,3 %. Расходы на социальную сферу составили 85 %.
Прогнозируемые доходы на 2015 год — 1 673 818 тыс. рублей, расходы — 1 695 818 тыс. рублей, дефицит бюджета — 22 000 тыс. рублей.

### Промышленность

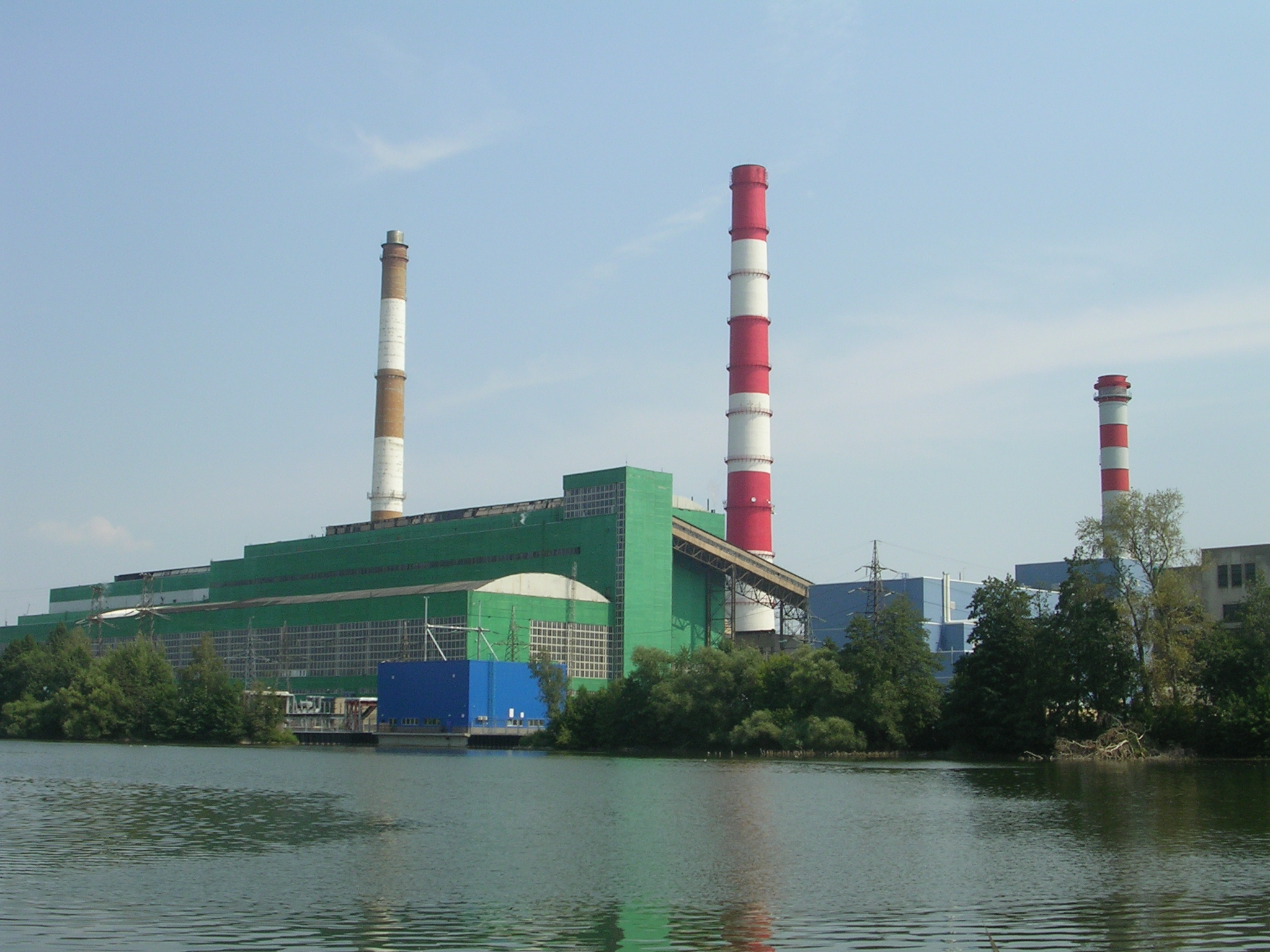
Шатурская ГРЭС

Промышленность является основой экономического потенциала района. В 2014 году доля промышленности в отраслевой структуре объёма валового производства района составляла 84,7 %.
В районе имеются предприятия энергетического комплекса, лесообрабатывающей и мебельной, лёгкой, пищевой и стекольной промышленности. Крупнейшими предприятиями являются Шатурская ГРЭС, ОАО «Мебельная компания „Шатура“» и ООО «шаттдекор». В 2014 году доля Шатурской ГРЭС в общем объёме промышленного производства составила 64 %. Крупными предприятиями являются Радовицкий деревообрабатывающий завод (ЗАО «Радовицкий ДОЗ-М»), ОАО «Шатурский хлебокомбинат», ООО «Шатурский кирпичный завод», ООО «Шатурская швейная мануфактура», ООО «Полигон-сервис» и ряд предприятий специализирующихся на производстве мебели (ЗАО «Шатура-ВУД», ООО «Эстетика»).
Добыча торфа сократилась до минимума, в связи с выработкой основных полей и отсутствием рынка сбыта. В 2007 году в районе добычей торфа занималось предприятие ОАО «Шатурторф» (преемник ПО «Шатурторф») с филиалами Петровским, Радовицким, Рязановским и Мещерским. Истощение запасов торфа привела к необходимости разрабатывать новые месторождения. В 2007 году Мещёрскому предприятию переданы свободные сельскохозяйственные угодья на территории Рязанской области для торфоразработок. Однако в 2008 году Мещёрское предприятие вышло из состава ОАО «Шатураторф». На 2014 год ООО «Шатурторф» занимается добычей торфа в основном для сельскохозяйственных нужд.
Стекольная промышленность находится в упадке. В 2006 году работа Мишеронского стекольного завода была остановлена. На 2015 год имеются лишь малые предприятия специализирующиеся на производстве изделий из стекла.

### Предпринимательство
По состоянию на 2013 год на территории Шатурского района действовало 378 субъектов малого предпринимательства и 8 субъектов среднего предпринимательства. Численность индивидуальных предпринимателей составила 996 человек. Всего на 1 января 2014 года в малом и среднем бизнесе, включая индивидуальных предпринимателей, занято 5 839 человек. Предприниматели работают в сельском хозяйстве, торговле и общественном питании, строительстве, обрабатывающем производстве и сфере оказания услуг населению. Наибольшее количество малых предприятий относится к сфере торговли и общественного питания, в которой занято 31 % субъектов предпринимательской деятельности. На долю в промышленности и строительстве приходится 23 %. В 2013 году постановлением администрации Шатурского муниципального района от 06.11.2013 № 2630 принята программа «Развитие малого и среднего предпринимательства Шатурского муниципального района на 2014—2018 годы».

### Сельское хозяйство

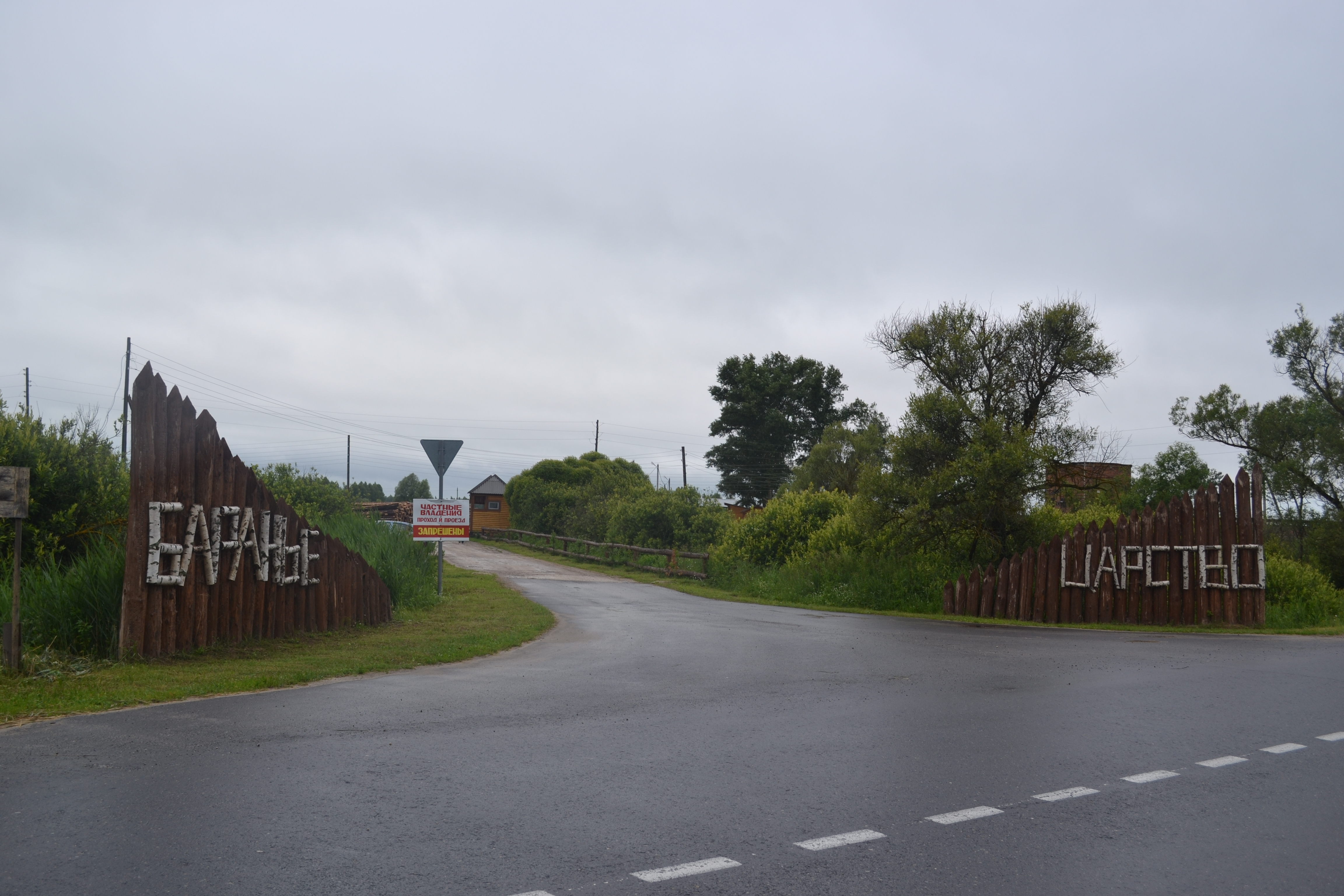
Агроферма «Баранье царство»

Сельское хозяйство на территории Шатурского района представлено как животноводством, так и растениеводством. В связи с преобладанием на значительной площади малопригодных для земледелия болотных и болотно-подзолистых почв, в районе самый низкий по Московской области показатель освоенных сельскохозяйственных угодий (на 2002 год было занято менее 20 % площади района). В 2014 году из 42 072 га земель сельскохозяйственного назначения использовалось 16 935 га (40,2 %), из которых 9 570 га — под сельскохозяйственное производство, 2962 га — в личных подсобных хозяйствах, 4403 га — в садоводческих товариществах.
В 2014 году агропромышленный комплекс района был представлен 5 крупными и средними сельскохозяйственными предприятиями: ООО «АПК „Шатурский“», ООО «Экологическое хозяйство „Спартак“», ООО «Евроонлайн», ООО «Агрофорвард» и ООО «Агроцентр „Коренево“», кроме того, ЗАО «Щелково-Агрохим» начало освоение неиспользуемых сельскохозяйственных угодий в сельском поселении Пышлицкое. К 8 фермерским хозяйствам, работавших в 2013 году, добавилось ещё 5 хозяйств.
В 2014 году бо́льшая часть посевных площадей была занята кормовыми культурами (77 %): кукуруза на силос (1 380 га), многолетние травы, сенокосы и пастбища (3 701 га), а также однолетние викоовсяные смеси на зелёный корм (258 га). Зерновыми культурами было засеяно 1 114 га, картофелем — 175 га.
Ключевой отраслью района является животноводство, направленное в основном на производство молока и мяса. Выручка от реализации мясо-молочной продукции составляет более 80 % (на 2013 год) от общего объёма реализации сельскохозяйственной продукции. Всего в районе насчитывается 4 730 голов крупного рогатого скота. Агроферма «Баранье царство» (ООО «Евроонлайн») занимается выращиванием овец романовской породы, основное стадо овец в 2014 году составляло около 1 000 голов), а с учётом ремонтного молодняка — более 2 200 голов.

### Сфера услуг
В 2014 году на территории района действовало 1 167 магазинов, оказывающих услуги розничной торговли, и 10 торговых комплексов. Кроме того, услуги оптовой торговли оказывали 17 складов, услуги общественного питания — 77 предприятий. Всего оказывалось 20 видов платных услуг населению. В сфере потребительского рынка было занято около 9 тыс. человек. В период проведения Декад милосердия для малообеспеченных граждан, инвалидов и пожилых людей предоставляются бесплатные парикмахерские услуги, услуги бань и благотворительные обеды.
Благоприятная экологическая обстановка и высокая сохранность природных ресурсов способствует развитию санаторно-курортных учреждений. Крупнейшим является санаторный комплекс «Озеро Белое».

### Жилищно-коммунальное хозяйство
На конец 2013 года общая площадь жилых помещений составила 1 980,5 тыс. м², на одного жителя приходилось 27,39 м² жилых помещений. Объём предоставляемых коммунальных услуг — 698 689,7 тыс. рублей. Уровень износа коммунальной инфраструктуры — 61,8 %.
В период с 2010 по 2012 годы в рамках программы «Переселение граждан из аварийного жилого фонда» было построено 7487,6 кв. м. жилья, что позволило улучшить жилищные условия 491 человеку.
Одним из основных направлений является газификация района. За 2006—2012 годы в районе введены в эксплуатацию газопроводы высокого давления общей протяжённостью 65 км, построено 48 975 погонных метров газопроводов низкого давления. Построено 3 газовых блочно-модульных котельных в селе Дмитровский Погост, посёлках Черусти и Осаново-Дубовое. Котельная посёлка Туголесский Бор переведена на природный газ.

## Транспорт и связь

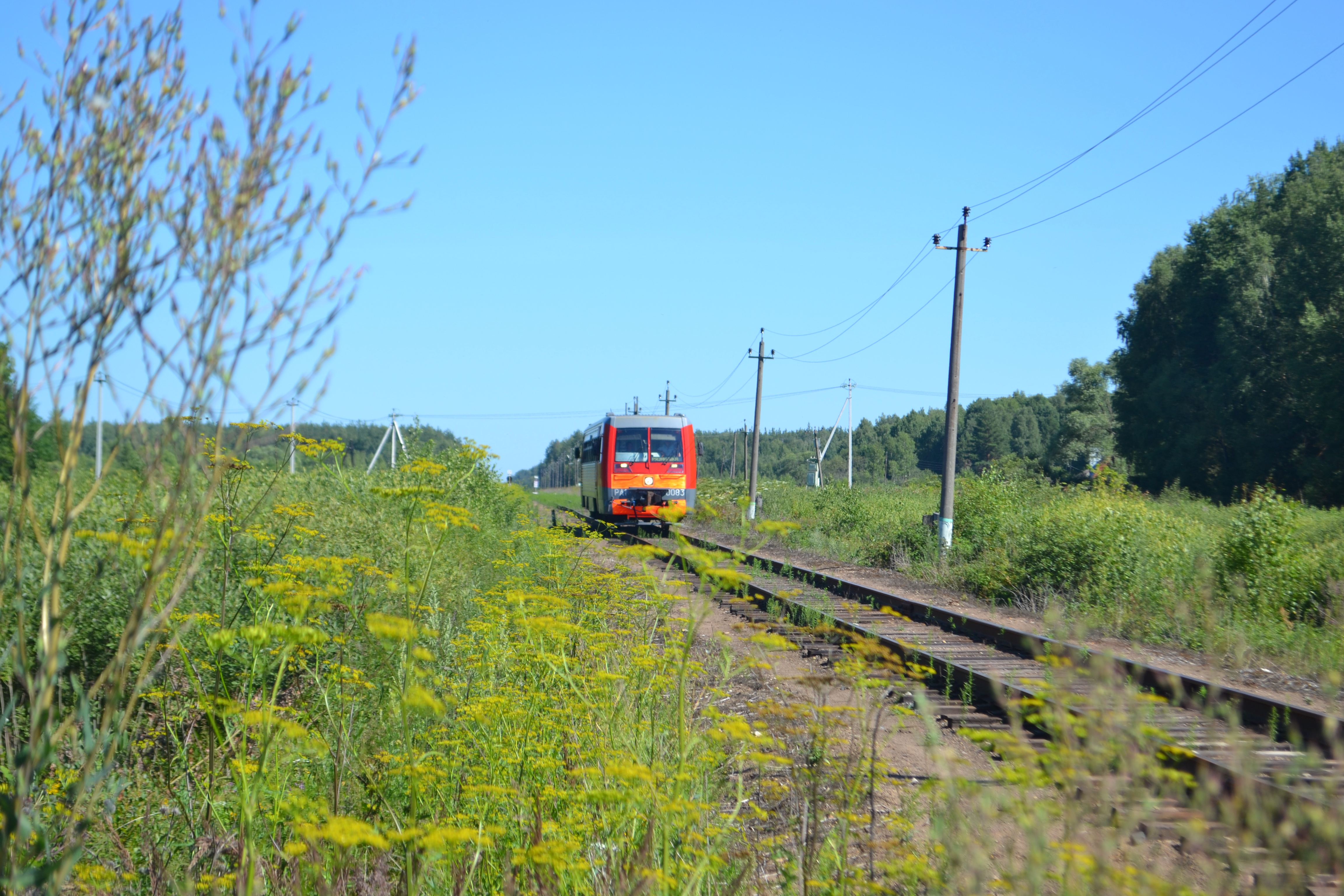
Железнодорожная ветка Кривандино-Рязановка близ села Середниково

В транспортной инфраструктуре района представлены железнодорожный, автомобильный и трубопроводный виды транспорта. Крупнейший пассажирский транспортный узел — Шатура. Районное значение имеют такие транспортные узлы, как Кривандино, Середниково и Дмитровский Погост.
Район пересекает железнодорожная магистраль Казанского направления Московской железной дороги. На территории Шатурского района по пути следования магистрали расположены следующие остановочные пункты и станции: Шатурторф (платформа), Шатура (станция), Ботино (платформа), Кривандино (станция), Туголесье (платформа), Воймежный (платформа), Черусти (станция) и Струя (платформа). От железнодорожной магистрали отходят три однопутных ветки: «Кривандино — Рязановка», «Черусти — Рошаль» и «Черусти — Уршельский». Однако на 2014 год регулярное пассажирское сообщение осуществлялось только по рязановской ветке. Ещё две — ветки «Сазоново — Пилево» и «Кривандино — Мишеронский» — закрыты и разобраны. Ранее в Шатурском районе существовала густая сеть узкоколейных железных дорог, использовавшихся в основном для перевозки торфа, но осуществлялось также и пассажирское сообщение. В 1994 году движение по узкоколейным путям было остановлено и объявлено о полном закрытии дороги. В течение 2000-х годов практически все узкоколейные пути были разобраны. Сохранились лишь небольшие участки узкоколейки.
Через район проходит автодорога межрегионального сообщения Р105 «Москва—Егорьевск—Тума—Касимов» (через сёла Шарапово и Середниково) и областного значения: Р106 «Куровское—Дмитровский Погост—Самойлиха» (через Шатуру и Кривандино) и «Шатурторф—Ликино-Дулёво». Также развита сеть автодорог местного значения. Автомобильное сообщение с соседним Гусь-Хрустальным районом Владимирской области осуществляется посредством просёлочных дорог. Перевозку пассажиров на территории района осуществляет филиал Шатурское ПАТП ГУП МО «Мострансавто».
Из трубопроводного транспорта выделяется газопровод-ответвление от магистрали «Нижний Новгород — Центр» на Шатуру, Мишеронский и Рошаль, с ветками обеспечивающими газом крупнейшие посёлки.
Услуги проводной телефонной связи и интернета на территории района обеспечивает ОАО «Ростелеком».
Услуги сотовой связи предоставляют ПАО «Мобильные ТелеСистемы» (МТС), ПАО «Вымпел-Коммуникации» (под торговой маркой Билайн), ПАО «МегаФон» (под торговыми марками МегаФон и Yota) и ООО «Т2 РТК Холдинг» (под торговой маркой Tele2). В зону покрытия сотовой связи входит большая часть Шатурского района. В большинстве населённых пунктов имеется 3G связь от компании Билайн, в крупных населённых пунктах северной части района (Шатура с пригородами, Кривандино, Черусти, Мишеронский) имеется 4G связь, предоставляемая компанией ОАО «МегаФон».

## Социальная сфера

### Наука и образование

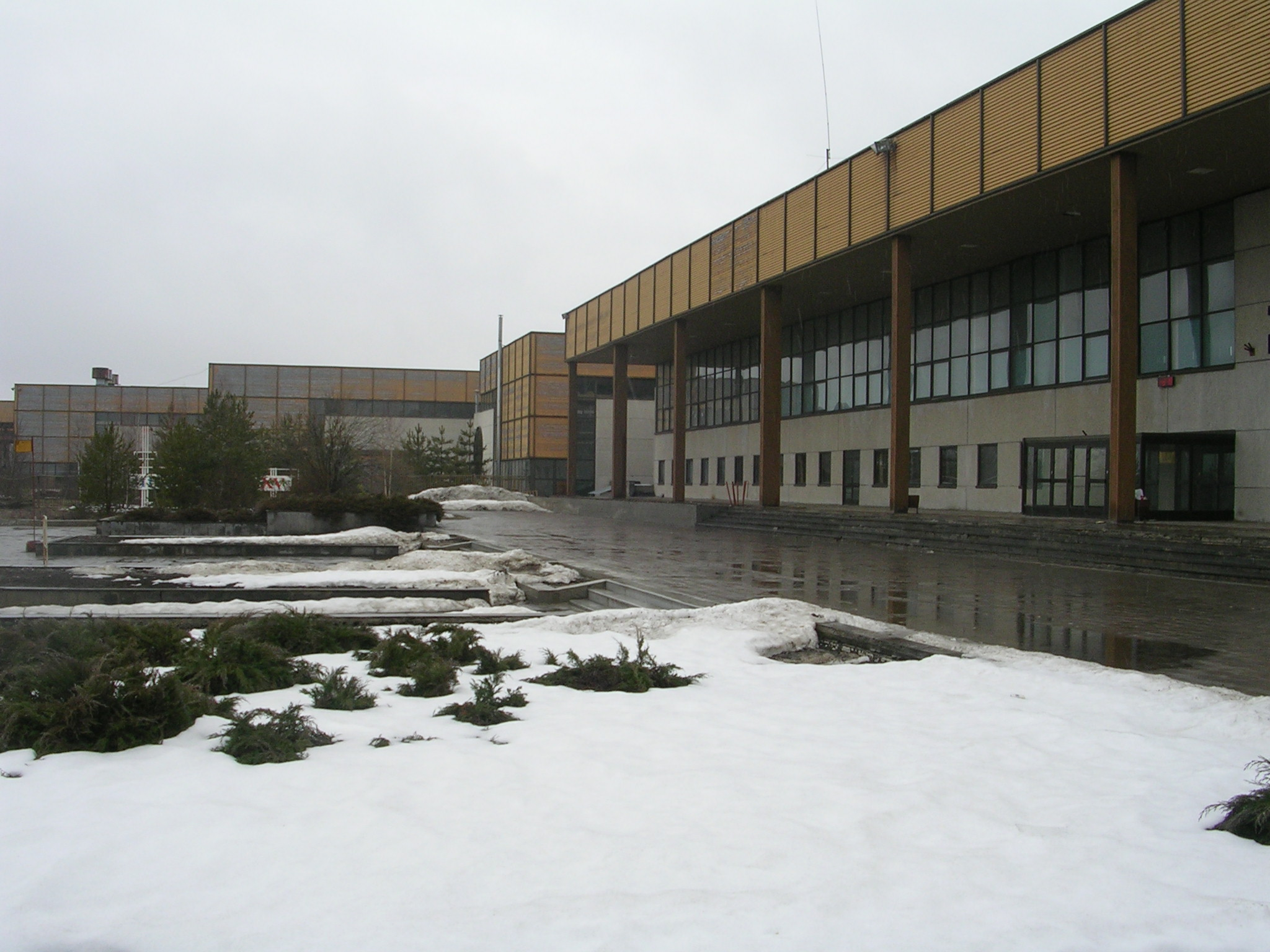
Институт проблем лазерных и информационных технологий РАН

В Шатурском районе располагается ряд организаций, занимающихся научно-технической деятельностью. Самым крупным научным учреждением является Институт проблем лазерных и информационных технологий РАН (ИПЛИТ РАН), занимающийся разработкой и производством технологических лазеров. Научными разработками занимается Шатурский филиал Объединённого института высоких температур РАН (ШФ ОИВТ РАН). К предприятиям научного комплекса также относятся ООО «МНТК ТЛ», ООО «НИЦ ТЛ», ЗАО «Лазерные комплексы», ООО «Геном» и ООО «ИТЦ Микрон».
На 2013 год в системе образования района имеется:
- 21 муниципальное общеобразовательное учреждение, в том числе 2 лицея, 7 средних, 9 основных и 3 начальных школы[112];
- Шатурский энергетический техникум;
- Шатурское медицинское училище;
- Профессиональное училище № 35 (структурное подразделение Шатурского энергетического техникума[113]);
- Профессиональное училище № 66 (структурное подразделение Шатурского энергетического техникума[113]);
- Комплексная детско-юношеская спортивная школа;
- 2 детские школы искусств;
- 1 детская музыкальная школа;
- 32 детских дошкольных учреждения[114].

### Здравоохранение

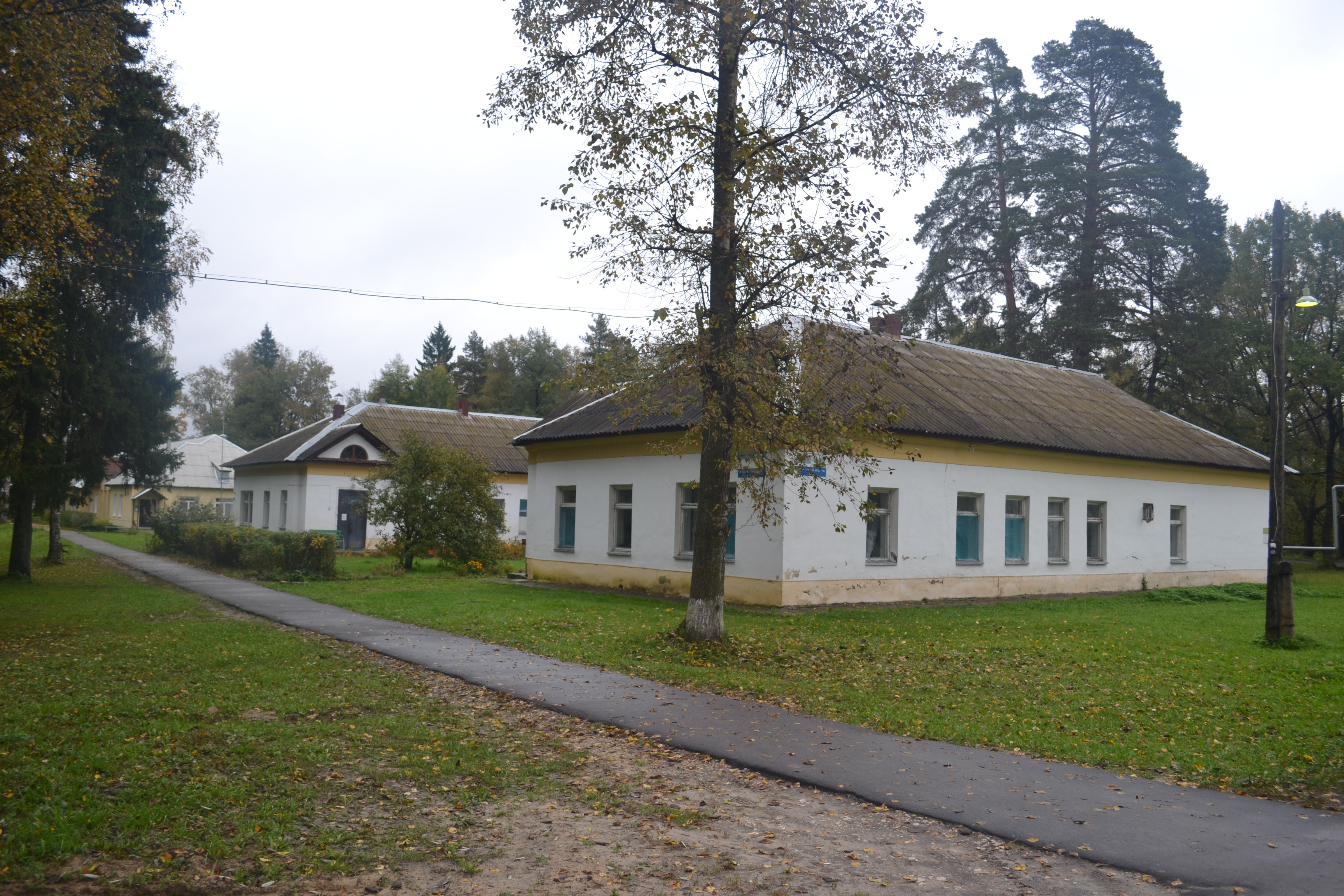
Отделение Шатурской ЦРБ в посёлке Радовицкий

Первичная медико-санитарная помощь оказывается в поликлинике и детском поликлиническом отделении в городе Шатуре, а также в 6 амбулаториях, 11 фельдшерско-акушерских пунктах и 16 домовых хозяйствах для приёма врачами на дому. Кроме того, в районе работают 28 врачей общей практики. В 2013 году объём оказания медицинских услуг в амбулаториях и поликлинике составил более 575 422 посещений.
Отделения скорой медицинской помощи располагаются в Шатуре, Туголесском Боре и Дмитровском Погосте. Ещё 3 неотложных медицинских пункта размещены в Бакшееве, Мишеронском и Радовицком. В 2013 году был принят 19 081 вызов, в среднем на 1 жителя количество вызовов составило 0,26.
Круглосуточная стационарная медицинская помощь оказывается в ГБУЗ МО «Шатурская центральная районная больница» в городе Шатуре. Во врачебных амбулаториях в Шатурторфе, Дмитровском Погосте, Бакшеево, Туголесском Боре, Мишеронском и Радовицком оказывается медицинская помощь в виде стационаров дневного пребывания при АПУ. Всего в районе предусмотрено 560 коек в отделениях стационара. В среднем на 10 000 человек приходится 78,44 коек.

### Спорт
На 2014 год в Шатурском районе насчитывалось 99 спортивных и физкультурно-оздоровительных сооружений:
- стадион «Энергия»;

- дворец спорта «Шатура»;
- гребная база;
- лыжная база;
- 2 плавательных бассейна;
- 26 спортивных залов;

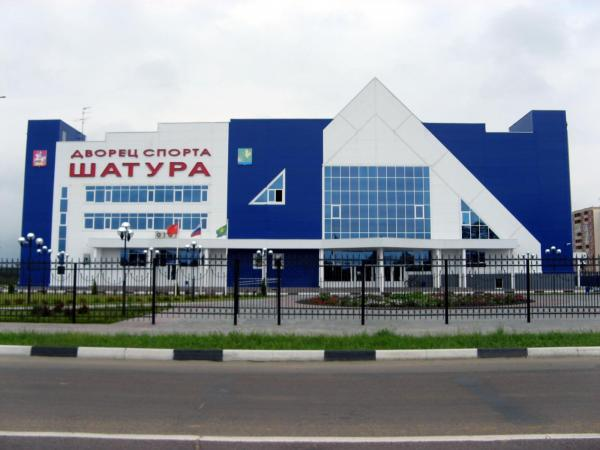
Дворец спорта

- 46 плоскостных спортивных сооружений
- 21 другое спортивное сооружение[2].

Кроме того, в районе имеется спортивное образовательное учреждение — МАОУ ДОД «Комплексная детско-юношеская спортивная школа».
Наиболее популярные виды спорта в районе: футбол, мини-футбол, хоккей с шайбой, хоккей с мячом и баскетбол. Созданы федерации по футболу, хоккею с шайбой, традиционному карате, волейболу и баскетболу. Ежегодно проводятся чемпионаты Шатурского района по футболу среди мужских команд. В 2014 в чемпионате участвовало 15 футбольных команд: «Зенит» (Бакшеево), «Шатурторф» (Шатурторф), «Химик» (Рошаль), «Коробово» (Дмитровский Погост), «Энергия» (Шатура), «Эверест» (Кривандино), «Сатурн» (Радовицкий), «Факел» (Пышлицы), «Рапид» (Осаново-Дубовое), «Атлант» (Шатура), «Мишеронь» (Мишеронский), «РЗЭМ» (Рошаль), «Старт» (Туголесский Бор), «Озеро Белое» (Посёлок санатория «Озеро Белое»), «Юпитер» (Шатура). Хоккейный клуб «Энергия» неоднократно становился победителем и призёром первенств по хоккею с мячом Московской области и России среди коллективов физической культуры.
С 2006 года в Шатуре в сентябре ежегодно проходит Кросс нации, в 2013 году в мероприятии приняло участие более 5000 человек.

### Средства массовой информации
В районе выпускаются газеты: «Ленинская Шатура» (с мая 1921 года), «Шатура Плюс. Город» и «Вестник Восточного Подмосковья». Вещает ряд региональных филиалов радиостанций: «Авторадио», радио «Energy», «Дорожное радио», «Юмор FM». Ранее в Шатуре действовал телеканал «Телевидение Восточного Подмосковья» («Интеграл») и находилась Шатурская редакция телерадиовещания — филиал ГТРК «РТВ-Подмосковье».

### Религия
Большинство верующих района являются православными.
Границы Шатурского района совпадают с границами Шатурского благочиннического округа, образованного в 1992 году. На 2014 год в благочинии действовало 17 приходов, в которых служили 16 священников и 1 диакон. Открыто 5 воскресных школ: Никольского прихода города Шатуры, Скорбященского храма города Рошаль, Дмитрие-Солунского храма села Дмитроский Погост, Казанского храма села Петровское и Троицкого храма села Шарапово. В летний период для детей организуются православные лагеря.

## Культура
На территории Шатурского района находится 17 храмов, из которых 9 имеют статус объекта культурного наследия регионального значения (Церковь Спаса Преображения, Церковь великомученика Димитрия Солунского, Церковь Покрова Пресвятой Богородицы и др.). В деревне Саматиха расположена усадьба XIX в. купца, учёного лесопромышленника И. В. Дашкова. Во многих населённых пунктах района установлены памятники и обелиски, посвящённые Великой Отечественной войне.

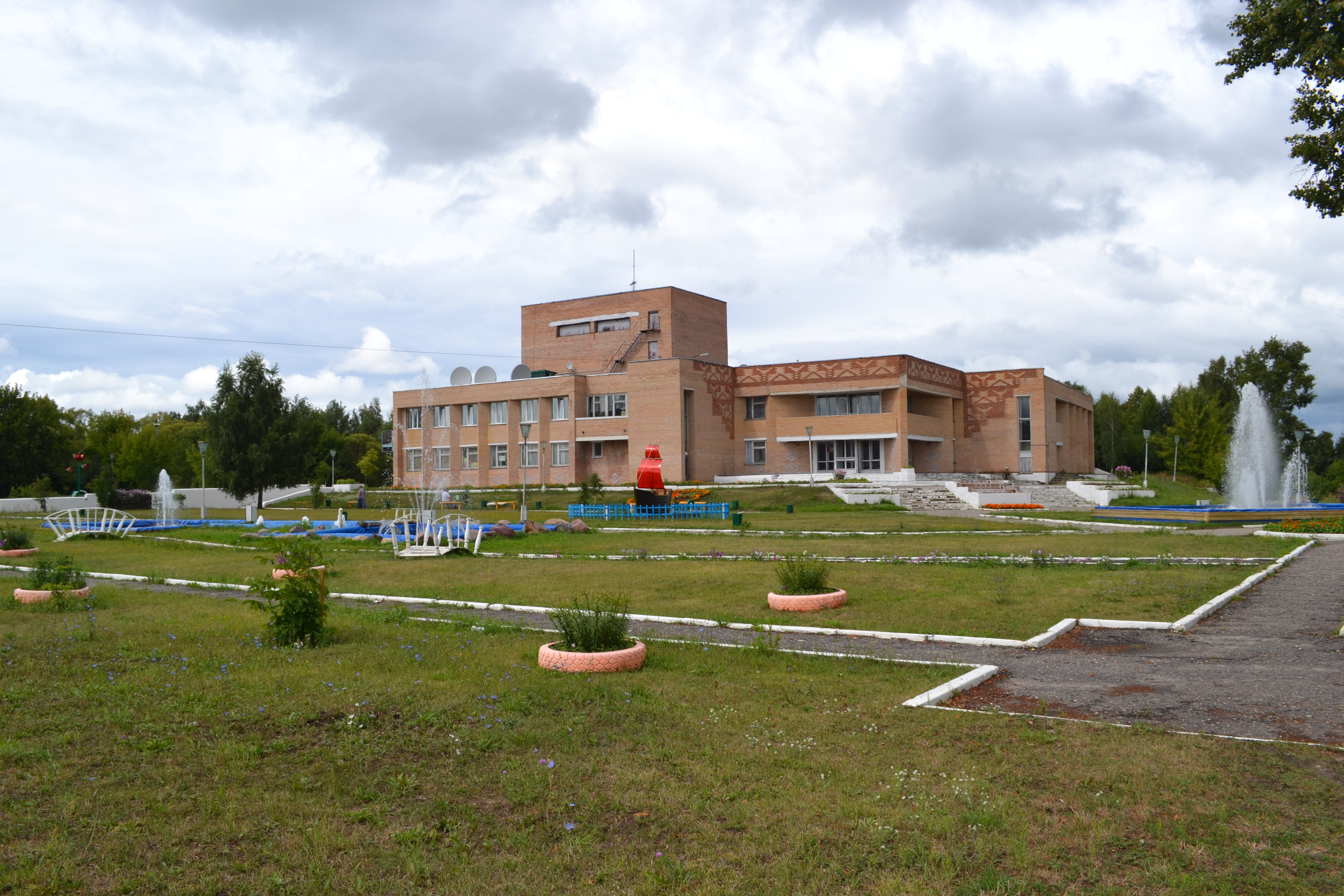
Дом культуры в селе Дмитровский Погост

В районе имеется около 60 археологических памятников, в том числе федерального значения (стоянки «Ивановская Горка», «Коренец» и поселение «Погостище»). В 2008 году на территории села Кривадино выявлен комплекс из более чем 80 валунов, весом около тонны каждый, часть из которых расположена в виде круга диаметром 9,5 м, остальные группами по периферии круга. Предполагается, что данный объект является мегалитическим комплексом, сооружённым в конце III — начале II тыс. до н. э..
С 20 мая по 1 октября 2013 года проходил районный конкурс «10 самых интересных мест Шатурского края», целью которого являлась привлечение внимания населения к объектам культурного, исторического и природного наследия на территории Шатурского района. В конкурсе участвовало 9 авторов с 13 материалами о достопримечательностях района.
Культурная сфера Шатурского района представлена следующими учреждениями:
- Шатурская межпоселенческая районная библиотека с 26 отделениями[132];
- 24 учреждения культурно-досугового типа, в том числе Районный Дом культуры им. Нариманова[133];
- Шатурский краеведческий музей[134].

В 2013 году в районе работниками культуры проведено более 5 000 мероприятий, в которых приняли участие около 210 тысяч человек.

## Почётные граждане Шатурского района
Звание «Почётный гражданин Шатурского муниципального района» является высшей наградой района. Почётное звание присваивается лицам, внёсшим значительный вклад в развитие местного самоуправления в районе, активно содействовавшим подъёму экономики, науки, культуры, образования и других социальных сфер, а также жителям Шатурского муниципального района, имеющим звание Героя Российской Федерации или совершившим героические поступки. По состоянию на 2015 год звания Почётного гражданина Шатурского муниципального района удостоен 41 человек:
| №  | Фамилия, имя и отчество           | Годы жизни | Год присвоения звания | Краткая характеристика |
| -- | --------------------------------- | ---------- | --------------------- | --- |
| 1  | Аксаков, Валерий Евгеньевич       | род. 1952  | 1999                  | Российский политический и государственный деятель, председатель Московской областной Думы. Заслуженный юрист Российской Федерации, кавалер ордена «За заслуги перед Отечеством» IV степени, ордена Почёта и ордена святого благоверного князя Даниила Московского III степени. |
| 2  | Батищев-Цыбулько, Игорь Семёнович | 1933—2011  | 2006                  | В 1966 по 2003 годы возглавлял здравоохранение Шатурского района. Заслуженный врач РСФСР, отличник здравоохранения, кавалер орденов «Знак Почёта» и Трудового Красного Знамени.                                                                                                |
| 3  | Баукин, Алексей Иванович          | 1906—1943  | 2010                  | Майор Рабоче-крестьянской Красной Армии, участник Великой Отечественной войны, Герой Российской Федерации, кавалер орденов Ленина и Красного Знамени. |
| 4  | Борзов, Иван Иванович             | 1915—1974  | 2002                  | Советский военачальник, маршал авиации, Герой Советского Союза. |
| 5  | Бредихин, Владимир Михайлович     | 1928—2008  | 1999                  | Заведующим хирургическим и онкологическим отделением Шатурской районной больницы, отличник здравоохранения. |
| 6  | Булатов, Абдулла Ахметович        | 1920—1983  | 2001                  | Директор Мишеронского стекольного завода «Пионер», заслуженный строитель РСФСР, кавалер ордена Трудового Красного Знамени. |
| 7  | Веремей, Борис Иванович           | 1935—2002  | 2008                  | Лётчик-испытатель, Герой Советского Союза. |
| 8  | Веремей, Иван Николаевич          | 1915—1998  | 2003                  | Советский военный деятель, генерал-майор танковых войск, Герой Советского Союза. |
| 9  | Винтер, Александр Васильевич      | 1878—1958  | 1998                  | Начальник строительства Шатурской районной электростанции, академик АН СССР. |
| 10 | Глыбин, Фёдор Фёдорович           | 1911—1985  | 1999                  | Председатель исполкома Шатурского городского Совета депутатов трудящихся, кавалер ордена Трудового Красного Знамени. |
| 11 | Голованов, Василий Андреевич      | 1921—2001  | 1999                  | Директор Шатурской средней школы № 2, Заслуженный учитель школы РСФСР, кавалер ордена Дружбы. |
| 12 | Горелов, Юрий Иванович            | род. 1938  | 2000                  | Директор Шатурской электростанции. Заслуженный энергетик Российской Федерации, кавалер ордена святого благоверного князя Даниила Московского III степени. |
| 13 | Громов, Виктор Дмитриевич         | 1937—2007  | 2003                  | Директор совхоза «Коробовский». |
| 14 | Губин, Николай Иванович           | 1914—1988  | 2003                  | Старший сержант Рабоче-крестьянской Красной Армии, участник Великой Отечественной войны, Герой Советского Союза. |
| 15 | Гусев, Вениамин Васильевич        | 1923—1994  | 2003                  | Подполковник Советской Армии, участник Великой Отечественной войны, Герой Советского Союза. |
| 16 | Жаров, Фёдор Тимофеевич           | 1907—1943  | 2002                  | Старший лейтенант Рабоче-крестьянской Красной Армии, участник Великой Отечественной войны, Герой Советского Союза. |
| 17 | Жарова, Лидия Павловна            | род. 1942  | 2015                  | Писатель, автор сборников поэзии, прозы и публицистики, член Союза писателей России. |
| 18 | Зверев, Валентин Иванович         | род. 1947  | 1999                  | Директор Шатурского мебельного комбината, с 1992 года — генеральный директор мебельной компании «Шатура», заслуженный работник лесной промышленности Российской Федерации, кавалер ордена Почёта.                                                                              |
| 19 | Калабушкин, Иван Николаевич       | 1915—1985  | 2003                  | Генерал-майор Советской Армии, участник Великой Отечественной войны, Герой Советского Союза. |
| 20 | Кочетков, Николай Павлович        | род. 1918  | 2001                  | Советский военный лётчик, полковник в отставке, Герой Советского Союза. |
| 21 | Ларионов, Валерий Георгиевич      | род. 1948  | 1999                  | Директор агропромышленного комбината «Шатурский», Заслуженный работник сельского хозяйства Российской Федерации. |
| 22 | Левин, Владимир Евстигнеевич      | род. 1944  | 2011                  | Директор совхоза «Коробовский», первый заместитель Министра сельского хозяйства и продовольствия Московской области. |
| 23 | Максимов, Сергей Павлович         | 1926—1993  | 1998                  | Директор Шатурской ГРЭС, кавалер ордена Трудового Красного Знамени. |
| 24 | Молчанов, Вячеслав Александрович  | 1934—2002  | 2000                  | Директор совхоза «Спартак», а затем генеральный директор акционерного общества «Спартак». |
| 25 | Никитин, Владимир Иванович        | род. 1946  | 2013                  | Механизатор по добыче и переработке фрезерного торфа Туголесского торфопредприятия, полный кавалер ордена Трудовой Славы. |
| 26 | Никишин, Михаил Дмитриевич        | 1907—1983  | 2003                  | Майор, военный лётчик, Герой Советского Союза. |
| 27 | Панченко, Владислав Яковлевич     | род. 1947  | 2014                  | Директор Института проблем лазерных и информационных технологий РАН, председатель совета Российского фонда фундаментальных исследований, доктор физико-математических наук, профессор, академик РАН.                                                                           |
| 28 | Радченко, Иван Иванович           | 1874—1942  | 1998                  | Начальник торфоразработок во время строительства Шатуры. |
| 29 | Родионов, Пётр Михайлович         | 1925—1969  | 2010                  | Участник Великой Отечественной войны, полный кавалер ордена Славы. |
| 30 | Румянцев, Василий Яковлевич       | 1906—2009  | 1998                  | Занимал руководящие посты на торфяных предприятиях района, кавалер ордена «Знак Почёта». |
| 31 | Савушкин, Александр Петрович      | 1918—1943  | 2003                  | Советский лётчик-истребитель, Герой Советского Союза. |
| 32 | Селезнёв, Илья Иванович           | 1903—1991  | 2000                  | Первостроитель города Шатуры, начальник котельного цеха шатурской ГРЭС. |
| 33 | Серебрянников, Нестор Иванович    | 1929—2007  | 1999                  | Генеральный директор ОАО «Мосэнерго», кандидат технических наук, заслуженный энергетик РСФСР. |
| 34 | Соляков, Пётр Фёдорович           | род. 1935  | 2010                  | Председатель Совета депутатов Шатурского района, хозяйственный и партийный деятель. |
| 35 | Стрекалов, Пётр Семёнович         | 1920—1998  | 2003                  | Полковник Советской Армии, участник Великой Отечественной войны, Герой Советского Союза. |
| 36 | Стрижевский, Борис Авельевич      | 1915—1982  | 1998                  | Директор Шатурского мебельного комбината, кавалер ордена Ленина и трёх орденов Трудового Красного Знамени. |
| 37 | Устинова, Матрёна Васильевна      | —          | 1998                  | Председатель колхоза в деревне Гавриловская. |
| 38 | Фабричнов, Василий Васильевич     | 1925—1945  | 2003                  | Сержант Рабоче-крестьянской Красной Армии, участник Великой Отечественной войны, Герой Советского Союза. |
| 39 | Хайкин, Абрам Львович             | род. 1923  | 2001                  | Журналист, заслуженный работник культуры Российской Федерации. |
| 40 | Юдин, Павел Александрович         | 1922—1983  | 2010                  | Участник Великой Отечественной войны, полный кавалер ордена Славы. |
| 41 | Якубчак, Вера Леоновна            | род. 1932  | 2012                  | Партийный и хозяйственный деятель, кавалер ордена Трудового Красного Знамени и двух орденов «Знак Почёта». |

## Международные отношения
С 2005 года Шатурский район заключил ряд соглашений об установлении породнённых связей и сотрудничества в торгово-экономической, научно-технической и гуманитарно-культурных сферах. В настоящий момент побратимами района являются:
- Хасковская область (Болгария) (2005 год)[179]
- община Хасково (Хасковская область, Болгария) (2008 год)[180]
- Лозовской район (Харьковская область, Украина) (2009 год)[181]
- Узденский район (Минская область, Беларусь) (2010 год)[182]
- Шатийон-сюр-Эндр (округ Шатору, Франция) (2014 год)[183]